# Nivel energético

Esquema de los niveles energéticos de un átomo hidrogenoide.

En mecánica cuántica, un nivel energético es un estado (o conjunto de estados) cuya energía es uno de los valores posibles del operador hamiltoniano, y por lo tanto su valor de energía es un valor propio de dicho  operador. Matemáticamente los estados de un cierto nivel energético son funciones propias del mismo hamiltoniano.

## Niveles energéticos atómicos
En química y teoría atómica es parte del hecho de que los electrones que forman parte del átomo están distribuidos en "capas" o niveles energéticos. En función de la capa que ocupe un electrón tiene una u otra energía de ahí que se diga que ocupa una capa de cierto nivel energético. La existencia de capas se debe a dos hechos: el principio de exclusión de Pauli que limita el número de electrones por capa, y el hecho de que solo ciertos valores de la energía están permitidos (técnicamente estos valores coinciden con los autovalores del operador hamiltoniano cuántico que describe la dinámica de los electrones que interaccionan electromagnéticamente con el núcleo atómico).
Matemáticamente, se representa este comportamiento cambiando el signo de la función de onda, multiplicándola por un factor de fase {\displaystyle e^{i\alpha }}. Para fermiones, {\displaystyle \alpha =\pi }, lo que quiere decir que si se intercambian las posiciones de dos partículas idénticas, se gana una fase de {\displaystyle e^{i\pi }=-1} (véase Fórmula de Euler).
{\displaystyle \psi ({\vec {r_{1}}},{\vec {r_{2}}})=e^{i\pi }\psi ({\vec {r_{2}}},{\vec {r_{1}}})=-\psi ({\vec {r_{2}}},{\vec {r_{1}}})}
Para N fermiones, se usa la representación de Determinante de Saltear, dónde si se trata de colocar dos electrones en el mismo lugar, la función resultante es cero, englobando así matemáticamente el principio de exclusión de Pauli.
Si bien un electrón no puede adoptar cualquier tipo de energía sino solo unas determinadas asociadas a los niveles energéticos de cada átomo, sí es posible, si se aporta energía a los electrones, que estos "salten" a otros niveles de energía superiores, pasando el átomo a estar en un estado excitado. La electrodinámica cuántica implica que estos estados excitados del átomo, donde un electrón ocupa un nivel energético alto existiendo huecos en los niveles inferiores son inestables, por lo que al cabo de unos instantes el electrón "decae" a niveles más bajos y emite la energía sobrante en forma de fotones. Cuando un electrón pasa de un nivel energético de con energía E1 a uno con energía menor E2 la frecuencia del fotón emitido viene dada por:

{\displaystyle \nu ={\frac {E_{1}-E_{2}}{h}}}

donde h es la llamada constante de Planck.
Más técnicamente en mecánica cuántica las capas se modelizan como orbitales atómicos que son distribuciones de carga eléctrica en el espacio, cuya forma exacta depende de los detalles del modelo atómico de Schrödinger que está formado por soluciones exactas de la llamada ecuación de Schrödinger. En el modelo de Schrödinger y otros anteriores la estructura de capas electrónicas u orbitales es lo que explica la reactividad del átomo y los tipos de combinaciones (compuestos) que este átomo puede formar. En ciertas situaciones físicas el modelo atómico de Schrödinger es inexacto, por ejemplo no puede explicar la estructura final del espectro, en esos casos frecuentemente se requiere la consideración del espín electrónico y el uso de la ecuación relativista de Dirac, aunque la mayor parte de las aplicaciones a la química pueden ser descritas mediante el modelo de Schrödinger, que es algo más simple.
Un orbital atómico viene representado por una función matemática que describe la distribución de probabilidad de uno o dos electrones en un átomo, dicha función es una función propia del hamiltoniano del átomo hidrogenoide. Un orbital molecular es análogo, pero para moléculas.

### Niveles energéticos moleculares
Las mismas ideas usadas para explicar el espectro de emisión y absorción de los átomos pueden ser aplicadas a moléculas. Muy informalmente puede decirse que una molécula es una configuración estable de átomos que comparten orbital/es. Los niveles energéticos de una molécula también pueden describirse mediante un hamiltoniano cuántico, aunque aquí el cálculo de los niveles energéticos resulta mucho más complicado matemáticamente y con frecuencia se recurre a aproximaciones numéricas, para predecir los niveles energéticos. De especial importancia son los niveles energéticos del HOMO (orbital molecular más alto ocupado) y del LUMO (orbital molecular más bajo vacío).
Las diferentes espectroscopias estudian transiciones entre niveles de distintas energías. La espectroscopia infrarroja, por ejemplo, estudia transiciones entre niveles energéticos de vibración molecular, mientras que la espectroscopia ultravioleta-visible estudia transiciones electrónicas